# Memoriał Arkadiusza Gołasia
Memoriał Arkadiusza Gołasia – siatkarski turniej towarzyski rozgrywany jesienią przed rozpoczęciem rozgrywek ligowych w Polsce organizowany w celu uczczenia pamięci Arkadiusza Gołasia. Pierwszy turniej odbył się w 2006 roku.
W turnieju udział biorą kluby grające w danym sezonie w najwyższej klasie rozgrywek klubowych w Polsce i kluby za granicy. Wyjątek stanowi pierwszy turniej, w którym występowały drużyny młodzików (rocznik 1991 i młodsi).
W 2023 roku podczas XVIII Agrobex Memoriału Arkadiusza Gołasia odbyły się aukcje charytatywne. Bartosz Kurek przekazał swoje dwie koszulki. Jedną z nich była koszulka japońskiego klubu Wolf Dogs Nagoya, którą wylicytowano za rekordową sumę 16 tysięcy złotych. Był to prezes jednej z firm, który sponsorował Memoriał Arkadiusza Gołasia 2023. Dawid Konarski zawodnik PGE GiEK Skry Bełchatów wylicytował koszulkę meczową niemieckiej drużyny Berlin Recycling Volleys z podpisami zawodników oraz album Piękno Siatkówki.

## Turnieje
| Turniej | Rok  | Miejsce          | 1. miejsce                         | 2. miejsce                 | 3. miejsce                         |
| ------- | ---- | ---------------- | ---------------------------------- | -------------------------- | ---------------------------------- |
| I       | 2006 | Ostrołęka        |                                    |                            |                                    |
| II      | 2006 | Częstochowa      | PZU AZS Olsztyn                    | AZS Częstochowa            | Jastrzębski Węgiel                 |
| III     | 2007 | Kępno            | AZS Częstochowa                    | ZAKSA Kędzierzyn-Koźle     | Asseco Resovia Rzeszów             |
| IV      | 2008 | Częstochowa      | PGE Skra Bełchatów                 | AZS Częstochowa            | Antonveneta Padwa                  |
| V       | 2009 | Częstochowa      | PGE Skra Bełchatów                 | GS Iraklis                 | AZS Częstochowa                    |
| VI      | 2010 | Częstochowa      | AZS Częstochowa                    | Volleyball Team Tirol      | PGE Skra Bełchatów                 |
| VII     | 2011 | Częstochowa      | Fart Kielce                        | AZS Częstochowa            |                                    |
| VIII    | 2012 | Międzychód       | Delecta Bydgoszcz                  | PGE Skra Bełchatów         | VK Chemes Humenné                  |
| IX      | 2013 | Murowana Goślina | PGE Skra Bełchatów                 | ZAKSA Kędzierzyn-Koźle     | Transfer Bydgoszcz                 |
| X       | 2014 | Murowana Goślina | Lotos Trefl Gdańsk                 | AZS Częstochowa            | Cuprum Lubin                       |
| XI      | 2015 | Murowana Goślina | Jastrzębski Węgiel                 | AZS Częstochowa            | Lotos Trefl Gdańsk                 |
| XII     | 2016 | Murowana Goślina | Lotos Trefl Gdańsk                 | JT Thunders                | AZS Częstochowa                    |
| XIII    | 2017 | Murowana Goślina | Onico Warszawa                     | GKS Katowice               | Jastrzębski Węgiel                 |
| XIV     | 2018 | Zalasewo         | Stocznia Szczecin                  | Onico Warszawa             | ZAKSA Kędzierzyn-Koźle             |
| XV      | 2019 | Zalasewo         | Projekt Warszawa                   | Aluron Virtu CMC Zawiercie | Jastrzębski Węgiel                 |
| XVI     | 2021 | Zalasewo         | Grupa Azoty ZAKSA Kędzierzyn-Koźle | Sir Safety Conad Perugia   | Projekt Warszawa                   |
| XVII    | 2022 | Zalasewo         | Grupa Azoty ZAKSA Kędzierzyn-Koźle | Aluron CMC Warta Zawiercie | Barkom-Każany Lwów                 |
| XVIII   | 2023 | Zalasewo         | Projekt Warszawa                   | Berlin Recycling Volleys   | Grupa Azoty ZAKSA Kędzierzyn-Koźle |
| XIX     | 2024 | Zalasewo         | PGE Projekt Warszawa               | ZAKSA Kędzierzyn-Koźle     | Jastrzębski Węgiel                 |